# Qatar ExxonMobil Open 2016
Відкритий чемпіонат Катару 2016 (також відомий як Qatar ExxonMobil Open 2016 за назвою спонсора) — 24-й чоловічий тенісний турнір, який відбувся з 4 по 9 січня в місті Доха (Катар) на відкритих твердих кортах у Міжнародному центрі тенісу і сквошу Халіфа. Був одним зі змагань ATP 250 як частини Світового туру ATP 2016.

## Учасники основної сітки в одиночному розряді

### Сіяні гравці
| Країна    | Гравець         | Рейтинг1 | Посіяний |
| --------- | --------------- | -------- | -------- |
| Сербія    | Новак Джокович  | 1        | 1        |
| Іспанія   | Рафаель Надаль  | 5        | 2        |
| Чехія     | Томаш Бердих    | 6        | 3        |
| Іспанія   | Давид Феррер    | 7        | 4        |
| Іспанія   | Фелісіано Лопес | 17       | 5        |
| Італія    | Андреас Сеппі   | 29       | 6        |
| Франція   | Жеремі Шарді    | 31       | 7        |
| Аргентина | Леонардо Маєр   | 35       | 8        |

- 1 Рейтинг станом на 28 грудня 2015

### Інші учасники
Нижче наведено учасників, які отримали вайлдкард на участь в основній сітці:
- Марсель Їльхан
- Малік Джазірі
- Мубарак Шаннан Заїд

Нижче наведено гравців, які пробились в основну сітку через стадію кваліфікації:
- Бенжамін Бекер
- Дастін Браун
- Кайл Едмунд
- Аслан Карацев

### Відмовились від участі
До початку турніру
- Стів Дарсіс → його замінив  Марко Чеккінато
- Рішар Гаске (травма спини) → його замінив  Поль-Анрі Матьє
- Гвідо Пелья → його замінив  Ілля Марченко

## Учасники основної сітки в парному розряді

### Сіяні гравці
| Країна          | Гравець         | Країна   | Гравець        | Рейтинг1 | посіяний |
| --------------- | --------------- | -------- | -------------- | -------- | -------- |
| Нідерланди      | Жан-Жульєн Роєр | Румунія  | Горія Текеу    | 5        | 1        |
| Велика Британія | Джеймі Маррей   | Бразилія | Бруно Соарес   | 29       | 2        |
| Іспанія         | Фелісіано Лопес | Іспанія  | Марк Лопес     | 67       | 3        |
| Німеччина       | Філіпп Пецшнер  | Австрія  | Александер Пея | 74       | 4        |

- 1 Рейтинг станом на 28 грудня 2015

### Інші учасники
Нижче наведено пари, які отримали вайлдкард на участь в основній сітці:
- Джабор Мохаммед Алі Мутава /  Малік Джазірі
- Муса Шанан Заїд /  Мубарак Шаннан Заїд

## Переможці

### Одиночний розряд
- Новак Джокович —  Рафаель Надаль, 6–1, 6–2

### Парний розряд
- Фелісіано Лопес /  Марк Лопес —  Філіпп Пецшнер /  Александер Пея, 6–4, 6–3